# Anna David
Anna David (* 2. Dezember 1984 in Aarhus, Dänemark) ist eine dänische Soul- und R&B-Sängerin. Ihre größten Erfolge hatte sie vor allem in Dänemark und den anderen skandinavischen Ländern. Ihre Single „Fuck Dig“ wurde 2005 in Dänemark mit Platin ausgezeichnet und wurde in Deutschland unter dem Titel „Fick Dich“ produziert und verkauft.

## Biografie
Davids Vorliebe für Musik zeigte sich schon in jungen Jahren. Mit acht begann sie Klavier zu spielen und sang im Chor. Zwei Jahre später bekam sie ihr erstes Drumset. In den darauf folgenden Jahren spielte sie mit ihrer älteren Schwester Inez Bjørg David in einer Band an der Gitarre und komponierte mit ihr zusammen Lieder. Die Planungen für eine professionelle Show für die Band verliefen im Sand. Während Davids Schwestern Inez und Marika Elena David Schauspielerinnen wurden, blieb Anna David der Musik treu.
Mit dreizehn kam sie über ihre zweite Schwester Marika in Kontakt zu einigen Musikproduzenten. Kurze Zeit später wurden erste Aufnahmen in einem professionellen Studio gemacht. Parallel zu ihrer musikalischen Arbeit spielte sie in Lars von Triers Film Dancer in the Dark als „Drummergirl Betty“ mit. David debütierte 2000 mit ihrer Single P.Y.B. (Pretty young boy).
2003 trennte sie sich von ihren bisherigen Produzenten, weil sie musikalisch in eine andere Richtung gehen wollte. Nach längerer erfolgloser Suche nach einem neuen Produzenten für ihre Lieder traf sie 2004 auf das Produzentenduo nOOb (Erik Fryland & Casper Lindstad), das ihr mit der Produktion der Single „Fuck dig“ schließlich im Jahr 2005 zum Durchbruch verhalf. In Zusammenarbeit mit nOOb erschien 2005 auch ihr Debüt-Album „Anna David“, das in Dänemark mit Gold ausgezeichnet wurde.
2007 erschien Anna Davids zweites Album mit dem Titel „2“.
Das dritte Album Tættere På erschien 2009 auf ihrem eigenen Label ADeluxe Music in Zusammenarbeit mit dem Langzeitpartner Playground Music. Laut einem Interview in der dänischen Musikzeitschrift Gaffa war Anna David zum ersten Mal Executive Producer. Sie hat alle Lieder für dieses Album selbst geschrieben, jedoch in Zusammenarbeit mit anderen. Das dritte Album behandelt Themen wie Freude, Schmerz, Sehnsucht, Erotik und Leidenschaft.
2010 erschien Anna Davids viertes Studioalbum unter dem Titel Music is taking over. Es ist ihr erstes Album, das ausschließlich in Englisch eingesungen ist.
Anna David wurde achtmal bei den Danish Music Awards 2006, Zulu Awards 2005, P3 Guld 2006 und Deejay Awards 2006 nominiert. Sie bekam den Zulu Award als beste Sängerin 2005. Die Single „Fuck dig“ wurde mit Platin ausgezeichnet und bekam den Payload Award für „Fuck dig“ als am häufigsten heruntergeladenes Lied 2005.
Ihre größten Erfolge feierte Anna David vor allem in Dänemark und den anderen skandinavischen Ländern, jedoch verkaufte sich ihre Single F*** Dich auch in Deutschland gut.

### Die Single „Fuck dig“/„Fick dich“
Der Song Fuck dig belegte in Dänemark elf Wochen lang Platz eins der Single-Charts. Im Oktober 2006 wurde eine deutschsprachige Version unter dem Titel „Fick Dich“ veröffentlicht, die sowohl in Deutschland als auch Österreich in den Single-Charts notiert wurde. Der Song wurde auch englischsprachig als „Fuck You“ aufgenommen.
In Deutschland störte sich das Presswerk an dem Titel und an der Zeile im Refrain.  Anna Davids Label Sony BMG suchte daher nach einem anderen Presswerk. Als Kommentar kam von Sony BMG, dass die Reaktion des Presswerks, die CD nicht produzieren zu wollen, unverständlich sei, denn in Dänemark hatte man die Single veröffentlicht und niemand störte sich daran. Ferner wies Sony BMG auf den öffentlichen Streit zwischen Eamon und Frankee hin. Der Song wirkt gegen den von Eamon weniger aggressiv und behandelt die Enttäuschung der gescheiterten Beziehung.
Die deutsche Version, die in den deutschen und österreichischen Charts notiert wurde, wurde von Stani Djukanovic und Roland Spremberg produziert, die auch hinter Künstlern wie No Angels oder Blümchen stehen.

## Trivia
Anna David nahm 2006 an der Live-Show Vild med dans (dänische Version von Let’s Dance) teil.
2009 spielte Anna David in einer Jugendserie namens Store Drømme (Big Dreams) mit. Diese lief im auf dem nationalen, dänischen Kanal TV 2. Anna David spielte in dieser Serie die Hauptrolle Kris. In diesem Zusammenhang entstanden auch Songs wie Et andet liv und Mine øjne de skal se.
Im Februar 2011 nahm Anna David zusammen mit den Musikern Joker, Szhirley, Lars HUG, Eran DD und Dorthe Kollo an einem Programm des TV-Senders TV 2 teil, in dem sie sich ihre Songs gegenseitig interpretieren. Die Show wurde in Mexiko gedreht.

## Diskografie

### Alben
- 2005: Anna David (2006 in Schweden und Norwegen)
- 2007: 2
- 2009: Tættere på
- 2010: Music is taking over

### Singles
- 2000: P.Y.B. (Pretty Young Boy)* mit Christoph Brüx, Toni Cottura
- 2001: U and me and the sunshine
- 2002: Impossible
- 2002: Terminal love
- 2005: Fuck Dig
- 2005: Hvad nu Hvis?
- 2006: Når musikken spiller
- 2006: Fick Dich
- 2006: Kys Mig
- 2007: Nr.1
- 2007: Chill
- 2007: Den sidste sang
- 2008: Den lille pige
- 2009: Tæt på
- 2009: Når en engel siger farvel
- 2009: Den Sommer
- 2009: Uden ord
- 2009:  All about Love
- 2010: Bow (For the bad girls)
- 2010: Something to Nothing
- 2010: Into the Light
- 2011: If You wanna cry
- 2011: Lille Natsværmer (Toppen af poppen)
- 2011: Kun hjertet slår
- 2012: Brænder mig
- 2012: Solstorm feat. Darwich
- 2013: F***ing Perfekt
- 2014: It hurts
- 2014: Shade of Grey
- 2015: Ukendt Land
- 2015: Sonsommerregn
- 2015: Den Vildeste Drøm

### Gastbeiträge
- 2005: Jokeren feat. Anna David - „Mavepuster“ (Erschienen auf Jokeren Gigolo Jesus)
- 2008: Ufo & Yepha feat. Anna David - „Næh næh“ (Erschienen auf UFO Yepha Kig Mig I Øjnene)

### Kompilationsbeiträge
- P.Y.B (Pretty young boy)

2000: Der kleine Vampir
2000: Absolute Kids
2000: Deep Kinder Hit Mix
- U and me and the sunshine

2001: Tigerentenclub 12
- Impossible

2002: Tanzscheibe vol. 4
- Fuck dig

2005: Bodywork VII
2005: Dance Chart 12
2005: Summer Sun Hits 2
2005: Now Big Hits
2005: All Woman
2006: Now (That’s what I call music) 13
- Hva’ nu hvis

2006: Hits for Kids vol. 15
- Når musikken spiller

2006: Dancecharts 14
- Når ingen andre rør dig

2006: Stærke danske sangerinder
- Kys mig

2006: Summer Sun Hits 3
2006: Cartoon Network / Kidz Hits
- Når musikken spiller

2006: Best of 2006
- Fick dich

2006: Boom 2007
2007: Après Ski Hits 2007
- Kys Mig

2007: NRJ We love to Party
- Nr. 1

2007: Best of 2007
- Chill

2007: Dirty Work 2 (CD+DVD)
2007: NOW 19
2008: More Summer
2008: Hits For Kids vol. 19
2008: Kidz Hits 5
2008: Dancecharts Vol.20
- Dirty

2008: Kidz Hits 6
2008: Dancecharts vol. 21
- Den lille pige

2008: Olivia Hits vol. 1